# ヴァルター・オフェイ
ヴァルター・オフェイ（Walter Hugo Ophey、1882年3月25日 - 1930年1月11日）はドイツの画家である。ラインラントで活動した表現主義の画家たち（Rheinischer Expressionismus）の一人である。

## 略歴
当時プロイセン王国の一部であった、現在のベルギーのオイペンに生まれた。父親は役人であったが、オフェイが6歳の時に父親は亡くなり、母親が教師の仕事を再開して2人の兄弟とともに育てられた。1899年の冬からアーヘンの美術工芸学校(Werkkunstschule Aachen)に入学し、人物画や風景画のコースなどで学んだ後、1900年10月からデュッセルドルフ美術アカデミーで学び始め、初等コースはエルンスト・レーバーとヴィリー・スパッツに学び、1904年から風景画家のオイゲン・デュッカーのクラスで学び、1905年からデュッカーのマスター学生になった。その年、ラインラント、ヴェストファーレンの美術協会の展示会に出展し、有名なコレクター、画商のアルフレート・フレヒトハイム(Alfred Flechtheim)に作品が買い上げられた。1906年のケルンの植物庭園で開かれた恒例の美術展で作品が評価された。
1909年にユリウス・ブレッツ(Julius Bretz)、マックス・クラーレンバッハ(Max Clarenbach)、アウグスト・ドイサー(August Deusser)、ヴィルヘルム・シュムール(Wilhelm Schmurr)らと「ゾンダーブント(Sonderbund)」という美術家グループを作り展覧会を開いた。オットー・フォン・ヴェッチェン(Otto von Wätjen)やエルンスト・テ・ペールト(Ernst te Peerdt)、ルドルフ・ボゼルト(Rudolf Bosselt)といったメンバーが加わり、さらにドイツ表現主義を代表する画家、クリスティアン・ロールフスも参加するようになり、前衛芸術の重要な展覧会の一つに発展した。1912年にケルンで開かれた「ゾンダーブント国際美術展」はヨーロッパ各国の160人の芸術家の577点の作品が出品され、第一次大戦前の最大の国際現代美術展になった。グループは1915年に解散した。1910年から1911年にはイタリアやパリも旅した。
第一次世界大戦が始まると、1915年1月、軍隊に加わりポーランドに派遣されるが、重度の肺炎を患い入院し、兵役を免除されデュッセルドルフに戻った。
第一次世界大戦後は、ラインラントの若手の芸術家たちと「Junge Rheinland」 や「Rheinische Sezession」を結成して活動した。1924年4月に2度目のイタリアの旅をするが、病気と息子の死のために、短期間で帰国することになった。息子の死によって打撃を受けたが、その年の9月、妻とイタリアへ移った。1925年にはシチリアも旅し、そこで制作した作品をマリアンネ・フォン・ヴェレフキンとの合同展などに展示した。
1927年以降、健康状態が悪化し、各地で療養するが、1930年に呼吸器の疾患で病死した。47歳だった。

## 作品

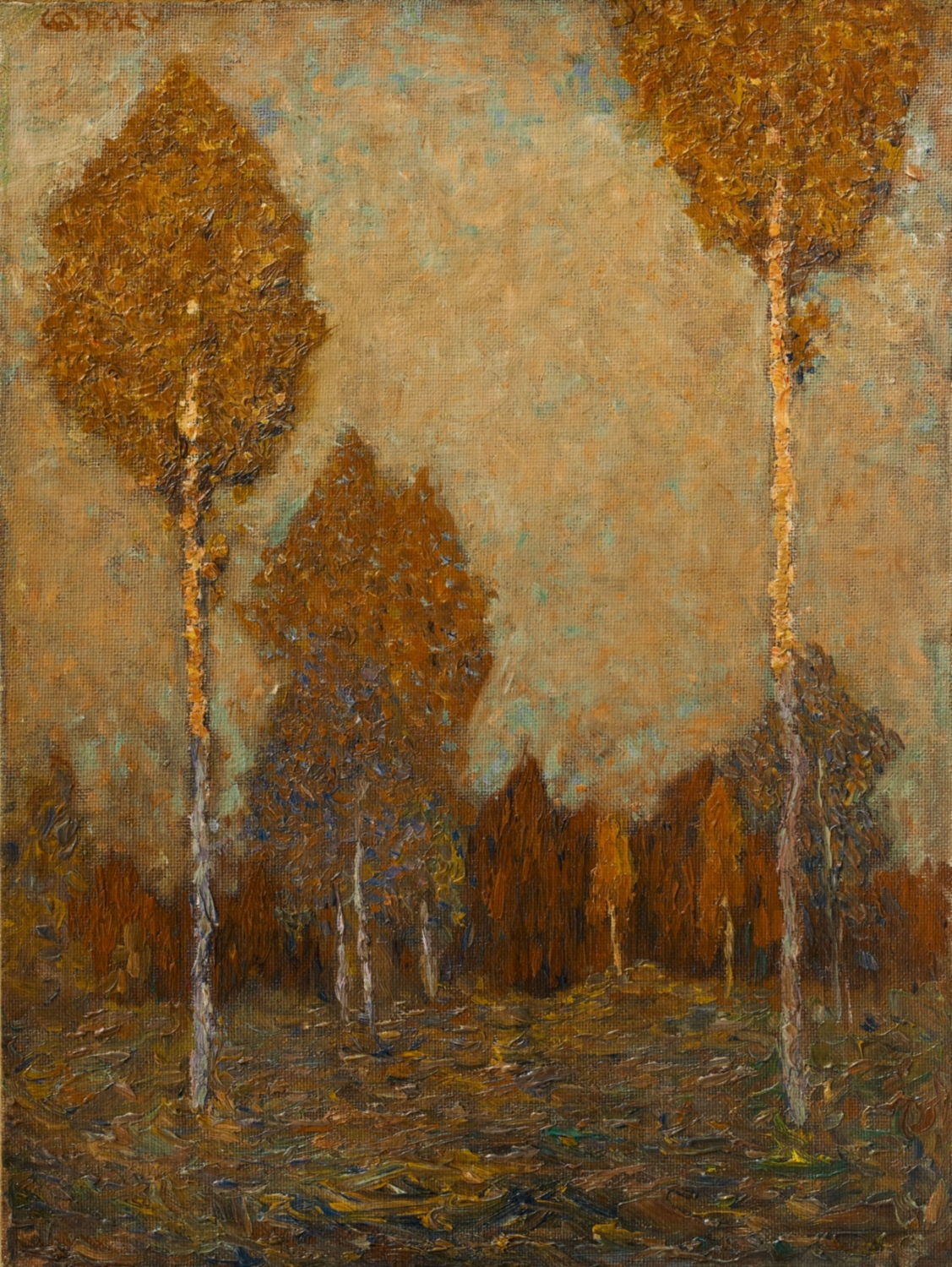

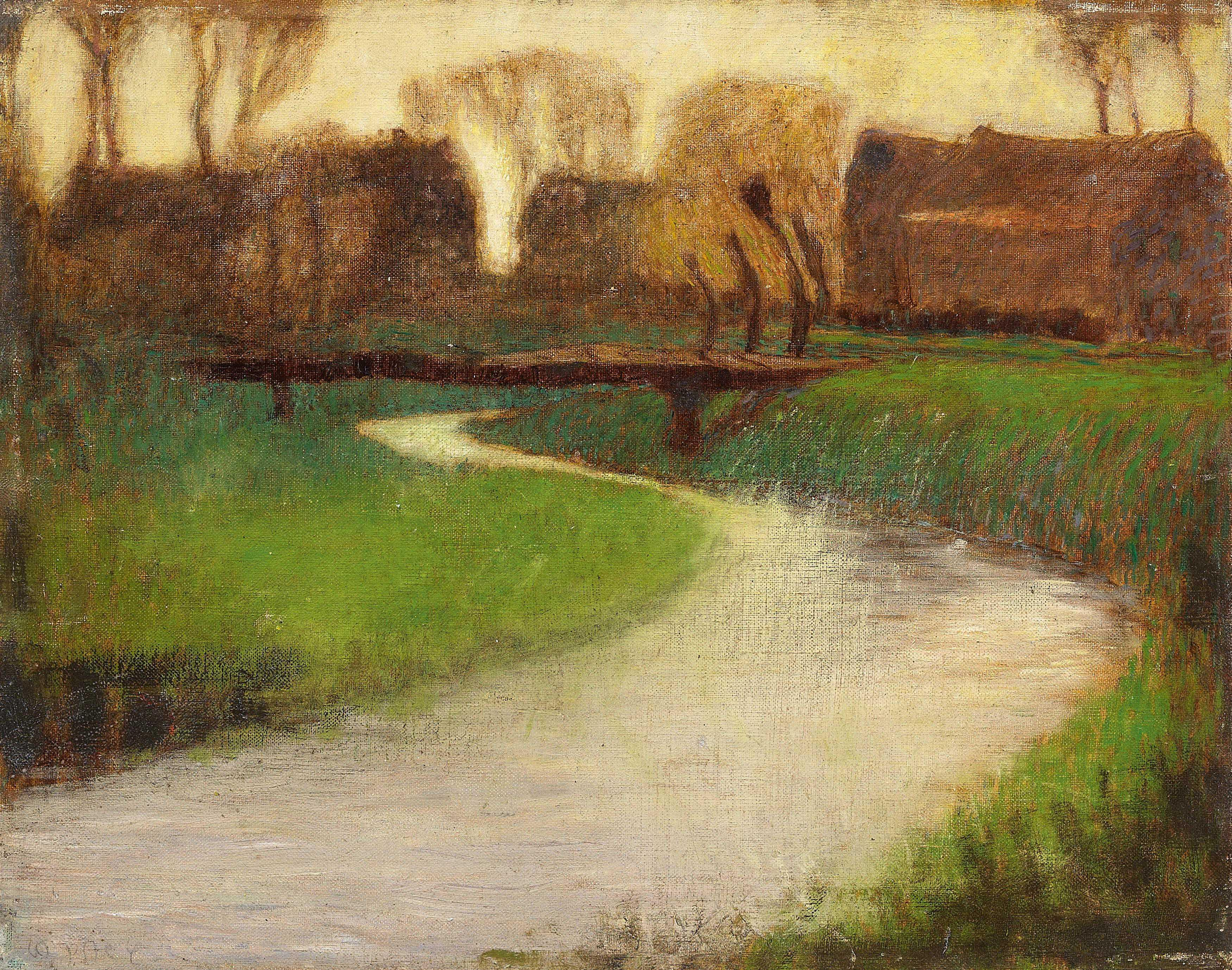
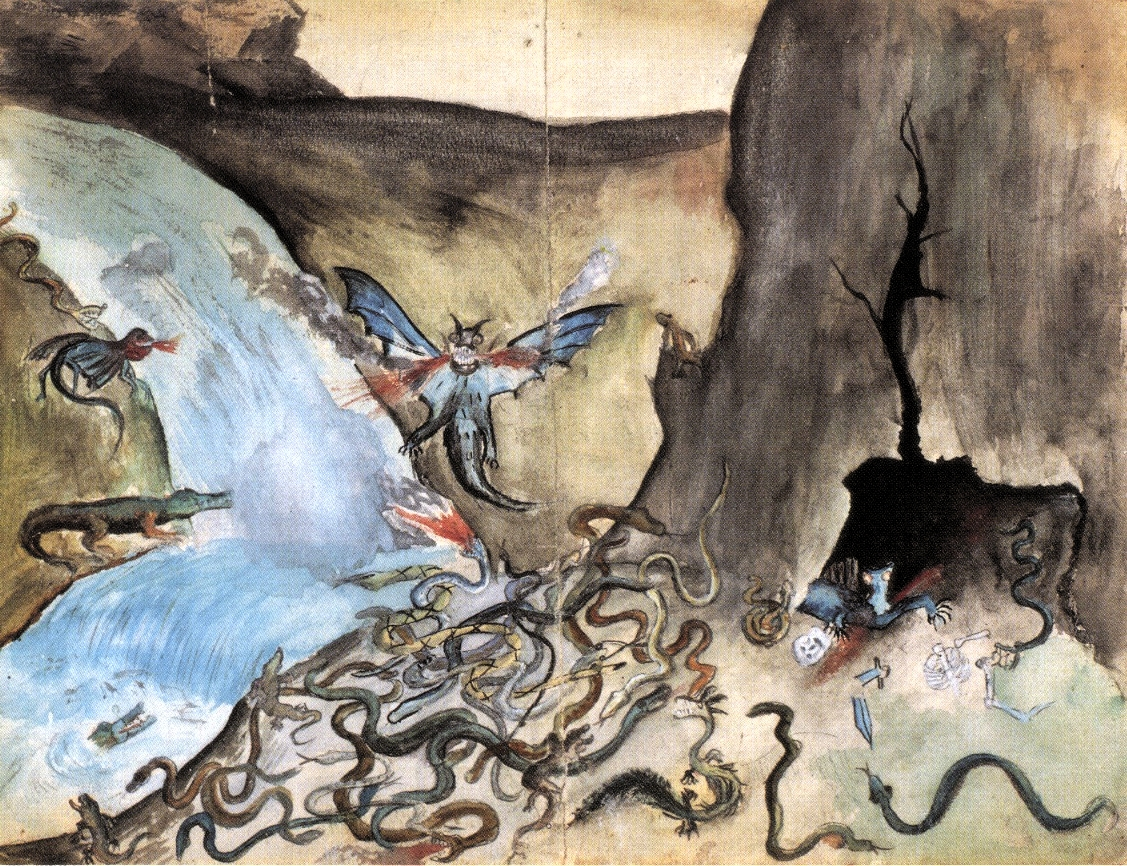
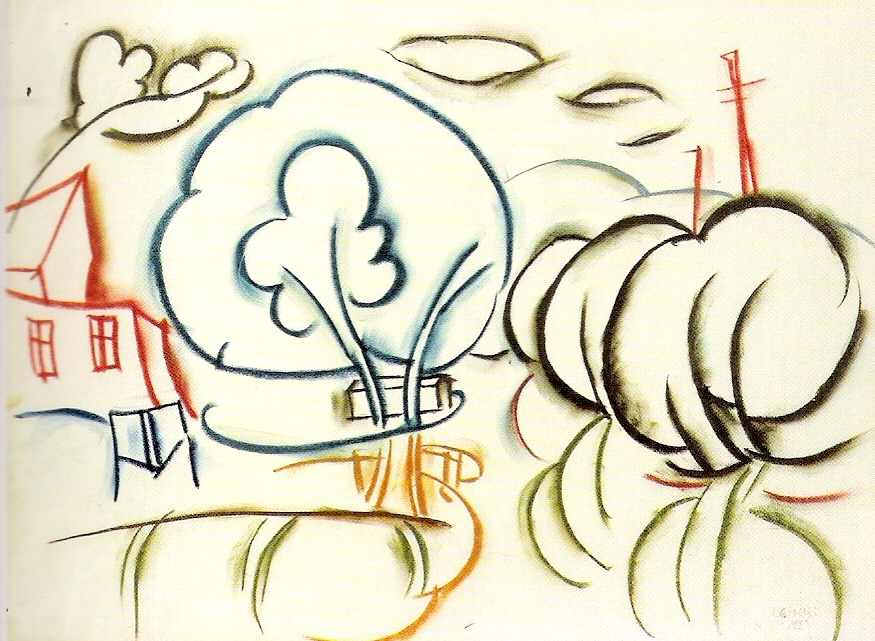

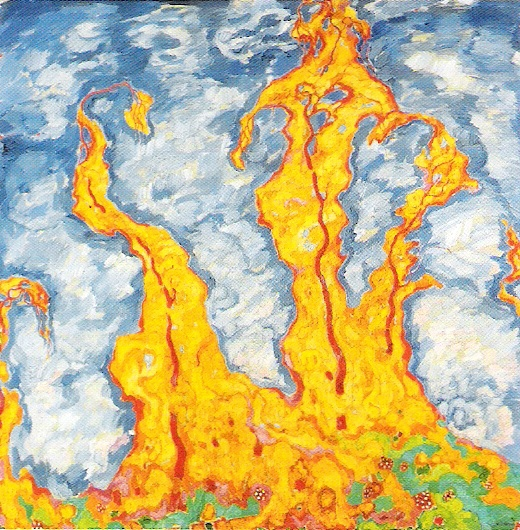
BacchanalHerbstrausch (Bacchanal)
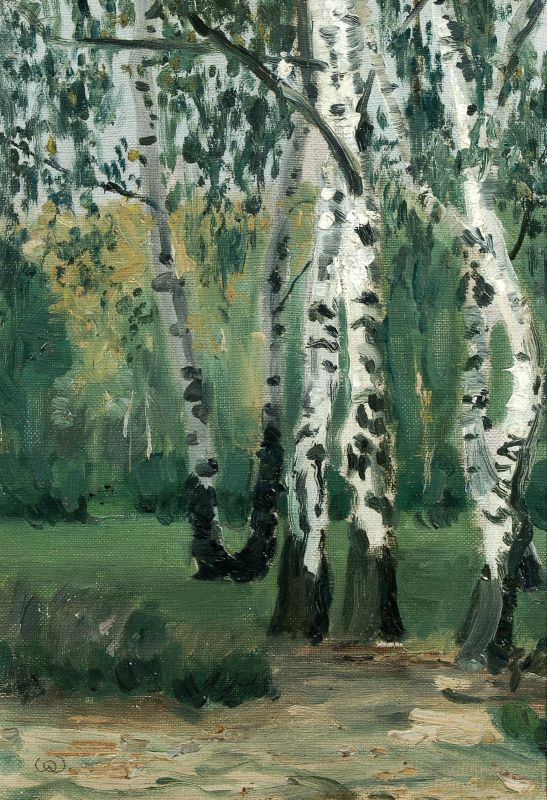
ハイデラントの白樺
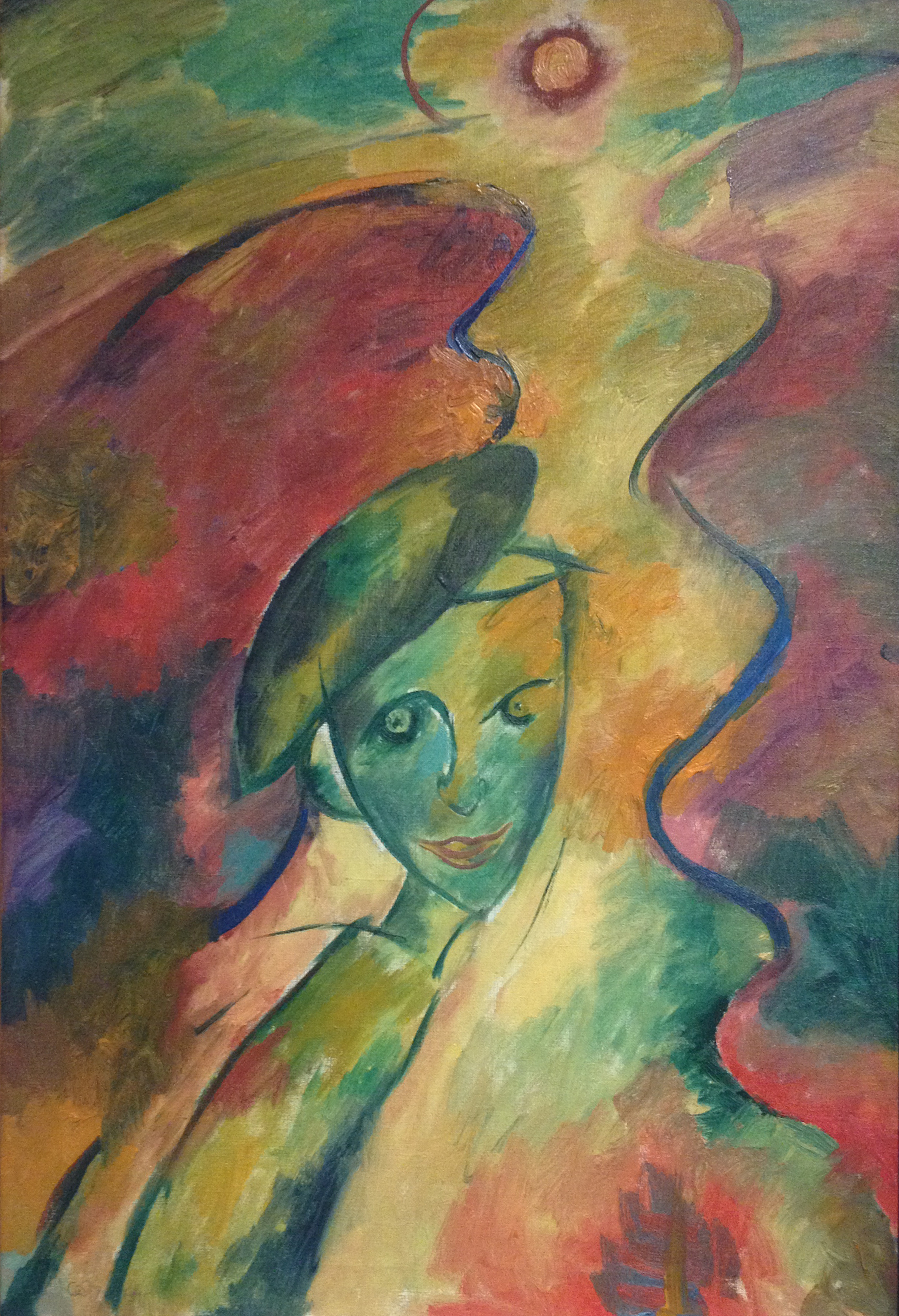